# Stazione di Spilimbergo
Stazione di Spilimbergo 1987-ben bezárt vasútállomás Olaszországban, Spilimbergo településen.

## Vasútvonalak
Az állomást az alábbi vasútvonalak érintették:
- Gemona del Friuli-Casarsa-vasútvonal

## Kapcsolódó állomások
A vasútállomáshoz az alábbi állomások vannak a legközelebb:
- Stazione di Valeriano
- Stazione di Provesano